# Ambystoma californiense
Ambystoma californiense är en groddjursart som beskrevs av John Edward Gray 1853. Den ingår i släktet Ambystoma och familjen mullvadssalamandrar. Arten är endemisk för Kalifornien. IUCN kategoriserar arten globalt som sårbar.

## Beskrivning
Arten är en stor, kraftigt byggd salamander med vita till gula fläckar på svart botten över rygg och sidor, samt buken vit till gul, ibland med svarta markeringar. Nosen är bred och ögonen små och utstående med svarta irisar. Hanen kan skiljas från honan genom sin svullna kloak och sina större stjärtfenor. Honan är omkring 17 cm lång, hanen omkring 20 cm.

## Utbredning
Arten är endemisk för delstaten Kalifornien i USA, där den främst förekommer i Central Valley, med vissa populationer längre västerut, som Santa Barbara County och Sonoma County. I det senare countyt har arten varit isolerad i över 700 000 år, utan kontakt med de övriga delpopulationerna på grund av avstånd och naturhinder (berg och vattendrag).

## Ekologi
Habitatet utgörs av gräsmarker med tillgång till vattensamlingar som kan tjäna till parning och larvutveckling. Den vuxna salamandern lever på land i existerande håligheter som gamla jordekorrbon och andra utrymmen grävda av andra djur; arten är en dålig grävare och klarar inte själv av att gräva ut några boutrymmen. Under de varmaste månaderna håller sig arten dold i sitt bo.

### Föda och predation
Födan består främst av insekter för de vuxna djuren, medan larverna äter alger, mygglarver, andra insekter och grodyngel. Arten utgör själv föda åt hägrar, tranor och oxgrodor. Även kräftor och rovfiskar kan äta arten, inte minst larverna.

### Fortplantning
Ambystoma californiense blir könsmogen vid 4 till 5 års ålder. Den parar sig inte ofta; det är inte ovanligt med salamandrar som bara parar sig en gång i livet, trots att den kan bli upp till 10 år gammal. Parning och larvutveckling sker i stillastående vatten som är fritt från rovfiskar. Parningen sker nattetid mellan november och april, med en topp från december till mars, och gärna under stormiga nätter. De vuxna salamandrarna kan vandra upp till 1,5 km för att hitta ett lämpligt parningsställe. Honan kan lägga upp till 1 300 ägg, ensamma eller i mindre grupper, ofta fästa vid vattenväxter. Både ägg och larver tar lång tid på sig att utvecklas; äggen kläcks efter 10 till 14 dygn, medan hela utvecklingen fram till färdig, nyförvandlad individ tar minst 10 veckor.

## Status
Arten minskar, och IUCN har rödlistat den som sårbar ("VU"). Främsta orsakerna är habitatförlust till följd av byggnation och uppodling av marken där arten lever. Intruduktion av kräftor, rovfiskar och oxgrodor i yngelvattnen är ett annat hot. Den ökade trafiken är ett tredje, dels direkt genom trafikdödade djur, dels genom förorening av salamanderns marker. Vidare kan hybridisering med andra mullvadssalamandrar leda till att djuret försvinner som art.

## Bildgalleri

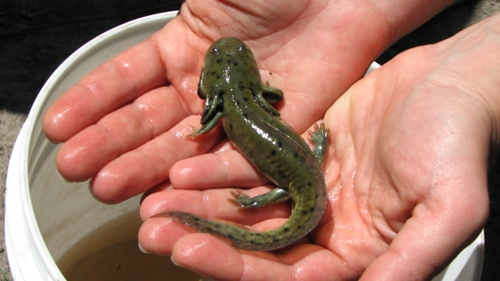
Larv. Notera gälarna!
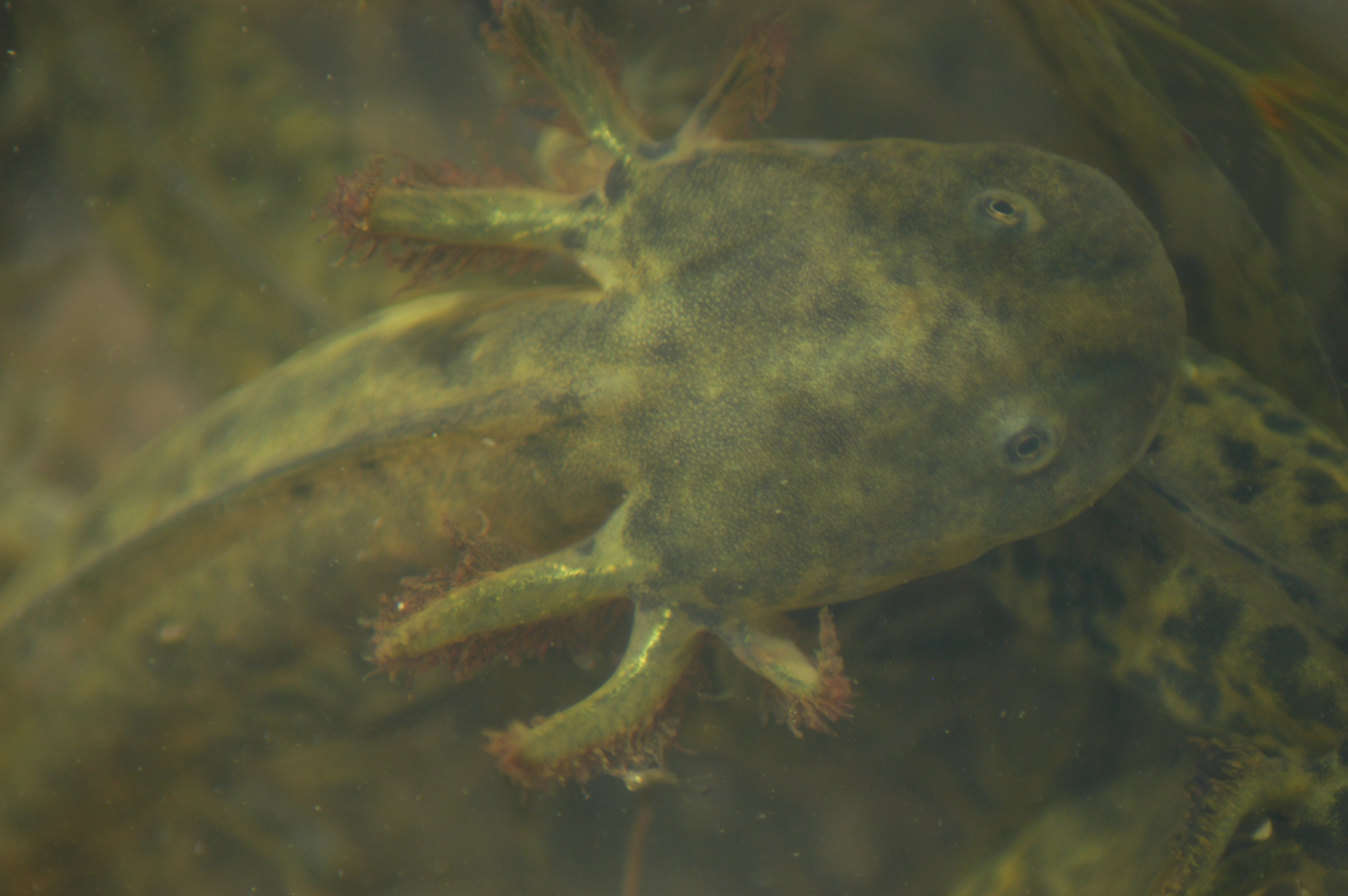
Närbild på gälarna.
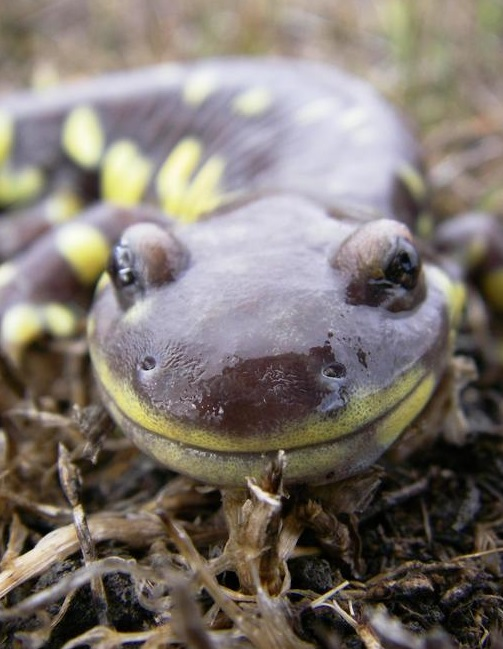
Närmare bild på huvudet på vuxen salamander.
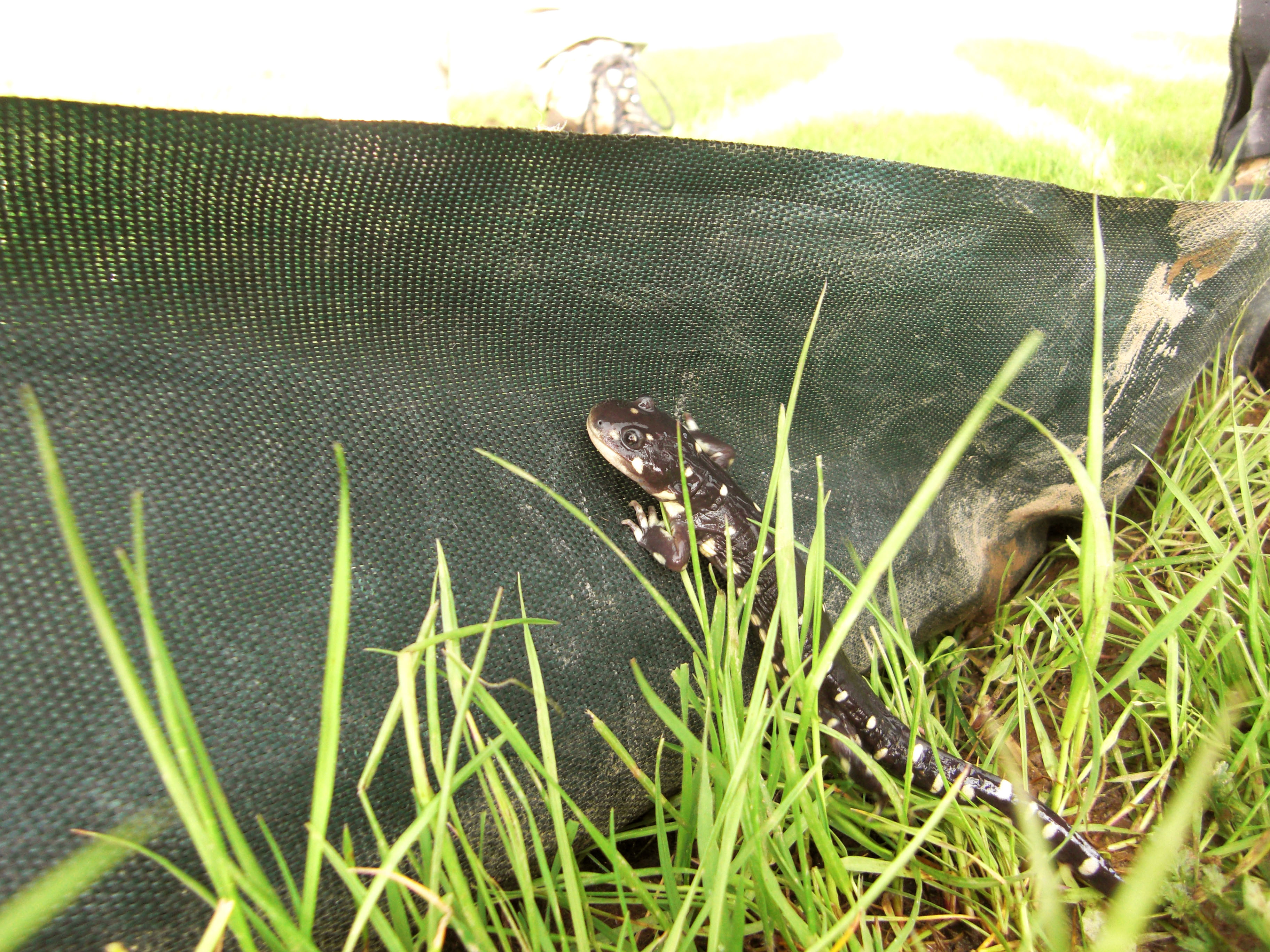
Vuxen individ längs ett stängsel.